# Jan Kanty Steczkowski (1923–2016)
Jan Kanty Steczkowski (ur. 11 października 1923 w Krakowie, zm. 14 lutego 2016) – polski ekonomista, prof. dr hab. inż., nauczyciel akademicki Uniwersytetu Ekonomicznego w Krakowie. Członek Polskiej Akademii Umiejętności.

## Życiorys
Urodził się w rodzinie Stanisława, urzędnika bankowego, i Jadwigi ze Strzyżewskich. Bratem jego dziadka był premier Królestwa Polski Jan Kanty Steczkowski, kilkakrotny minister skarbu RP. Wychowywał się we Lwowie oraz Katowicach.
W czasie okupacji niemieckiej kształcił się w Państwowej Wyższej Szkole Rolniczej w Czernichowie k. Krakowa, gdzie uzyskał tytuł technika rolnika i zdał konspiracyjną małą maturę. Był działaczem polskiej konspiracji niepodległościowej w ramach Armii Krajowej. Ukończył konspiracyjną Szkołę Podchorążych AK, otrzymując stopień wojskowy kaprala podchorążego. Potem w okolicach Radzynia walczył w oddziale partyzanckim należącym do 35 pułku piechoty AK. Po wkroczeniu Armii Czerwonej w lipcu 1944 został aresztowany i osadzony w obozie przejściowym na Majdanku, skąd uciekł.
W styczniu 1945 dotarł do Krakowa. W sierpniu 1945 za przynależność do AK został aresztowany przez UB i skazany na dwa lata więzienia. W październiku 1946 został zwolniony na mocy amnestii. Zdał maturę i podjął studia w prywatnej Akademii Handlowej w Krakowie (obecnie Uniwersytet Ekonomiczny w Krakowie), które ukończył w 1950, następnie od 1953 na Wydziale Rolnym Wyższej Szkoły Rolniczej w Krakowie. W 1957 uzyskał dyplom inżyniera rolnictwa. Równolegle w latach 1955–1957 ukończył w Wyższej Szkole Ekonomicznej studia II stopnia, otrzymując tytuł magistra ekonomii na podstawie pracy Założenia projektowe rozbudowy Wyższej Szkoły Ekonomicznej w Krakowie. W 1963 uzyskał stopień doktora nauk ekonomicznych, w 1971 habilitację na podstawie pracy Statystyczna procedura określania struktury zbiorowości, zaś w 1980 został profesorem nadzwyczajnym nauk ekonomicznych, tytuł profesora zwyczajnego otrzymał w czerwcu 1989. Był wieloletnim wykładowcą Wyższej Szkoły Ekonomicznej w Krakowie (obecnie Uniwersytet Ekonomiczny w Krakowie), w latach 1978–1981 piastując funkcję prorektora ds. nauki (wówczas Akademia Ekonomiczna w Krakowie).
Zmarł 14 lutego 2016 roku. Został pochowany na cmentarzu Rakowickim w Krakowie (kwatera KB-po prawej Lubieńskiej).

## Ordery i odznaczenia
- Krzyż Kawalerski Orderu Odrodzenia Polski[3]
- Złoty Krzyż Zasługi[3]
- Krzyż Partyzancki[3][5]
- Krzyż Armii Krajowej[3]
- Medal 10-lecia Polski Ludowej (15 stycznia 1955)[3][6]
- Medal Komisji Edukacji Narodowej[3]
- Odznaka pamiątkowa Akcji „Burza”[3]